# Hyżne (gemeente)
De gemeente Hyżne is een landgemeente in het Poolse woiwodschap Subkarpaten, in powiat Rzeszowski.
De zetel van de gemeente is in Hyżne.
Op 30 juni 2004 telde de gemeente 6792 inwoners.

## Oppervlakte gegevens
In 2002 bedroeg de totale oppervlakte van gemeente Hyżne 50,98 km², waarvan:
- agrarisch gebied: 69%
- bossen: 23%

De gemeente beslaat 4,18% van de totale oppervlakte van de powiat.

## Demografie
Stand op 30 juni 2004:
| Omschrijving                   | Totaal | Totaal | Vrouwen | Vrouwen | Mannen | Mannen |
| ------------------------------ | ------ | ------ | ------- | ------- | ------ | ------ |
| eenheid                        | aantal | %      | aantal  | %       | aantal | %      |
| inwoners                       | 6792   | 100    | 3441    | 50,7    | 3351   | 49,3   |
| bevolkingsdichtheid (inw./km²) | 133,2  | 133,2  | 67,5    | 67,5    | 65,7   | 65,7   |

In 2002 bedroeg het gemiddelde inkomen per inwoner 1263,17 zł.

## Administratieve plaatsen (sołectwo)
Brzezówka, Dylągówka, Grzegorzówka, Hyżne, Nieborów, Szklary, Wólka Hyżneńska

## Aangrenzende gemeenten
Błażowa, Chmielnik, Dynów, Jawornik Polski, Markowa, Tyczyn
- Virtual International Authority File: 311804142